# Próżniowy panel izolacyjny
Próżniowy panel izolacyjny (ang. Vacuum Insulated Panel, VIP) – materiał izolacyjny, wykorzystujący wysokie właściwości termoizolacyjne próżni, stosowany w izolacji termicznej w budownictwie. Dzięki wykorzystaniu w swojej budowie wysokiej próżni uzyskano materiał termoizolacyjny o dużo wyższych parametrach ochronnych niż klasyczne materiały takie jak styropian, czy wełna mineralna.
Budowa panelu VIP:
- Membrana - na ścianie, stosowana w celu zapobiegania przenikania powietrza do próżni
- Podstawowe materiały - wykorzystywane do utrzymania próżni wewnątrz membrany przy jednoczesnym zapobieganiu zwijania się membrany na ścianach panelu
- Chemikalia - do pochłaniania i absorpcji wyciekających gazów poprzez membrany

Próżnia wewnątrz panelu VIP, znacznie zmniejsza przewodnictwo ciepła i konwekcji.
Budowa panelu podobna jest do konstrukcji termosu, ale bez odblaskowych powłok metalowych.
VIP-y oferują bardzo wysoką wartość oporu cieplnego o grubości (30-50R wartości na cal w porównaniu z 5-8R dla różnych pianek (PIR/PUR) i niższe 2-3,54R wełna mineralna i szklana), jednak żywotność oraz koszty produkcji paneli próżniowych są znacznie mniej korzystne. W porównaniu do bardziej konwencjonalnych materiałów izolacyjnych VIP-y mają wysokie koszty mimo uzyskiwanych bardzo wysokich wartości wskaźnika oporu R. W odróżnieniu od włókna szklanego, panele VIP nie mają tak długiej żywotności, jest to niemożliwe ze względu na trudności z utrzymaniem całkowitej próżni. Ponieważ podciśnienie w panelu dąży do zrównoważenia z zewnętrznym ciśnieniem powietrza, jego opór R ulega systematycznemu pogorszeniu i degradacji.
Panele mają stosunkowo wyższe koszty w porównaniu z piankami, włóknem szklanym i innymi materiałami tradycyjnie używanymi w pracach termoizolacyjnych, jednak spektakularnie wysokie wartości R, czynią je przydatne w sytuacjach, kiedy należy spełnić wysokie wymagania izolacji lub powstają ograniczenia przestrzenne, w wyniku użycia tradycyjnej izolacji. 